# Ángela González Benítez
Ángela Rosalía González-Benítez y Serrano (La Habana, Cuba, 4 de septiembre de 1844 - Izamal, Yucatán, 13 de abril de 1918) fue una pedagoga mexicana. Inmigrada a México en 1869 con su marido Antonio Menéndez de la Peña, dedicó su vida al desarrollo educativo de Yucatán y particularmente de los indígenas mayas en diversas poblaciones yucatecas: Tixkokob, Valladolid, Progreso e Izamal, donde finalmente murió. Junto con otros educadores de la época como su esposo, Antonio Menéndez y como Rita Cetina Gutiérrez, fue activa promotora de la educación laica en Yucatán.

## Exilio cubano

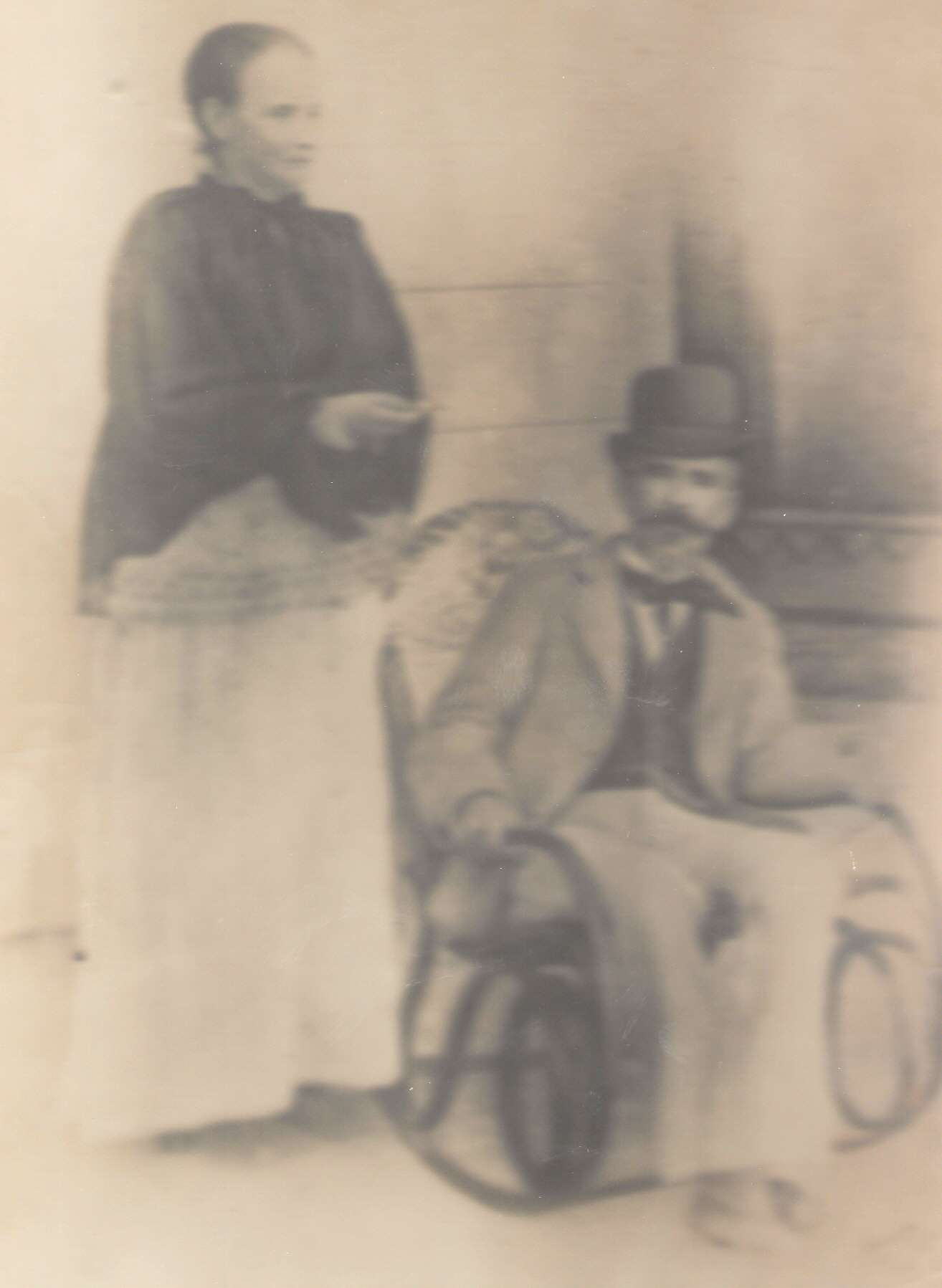
Ángela González Benítez con su esposo Antonio Menéndez de la Peña (1897), en Izamal, Yucatán

Al igual que su marido, su cuñado Rodolfo Menéndez de la Peña y otros familiares, emprendieron el exilio hacia México en mayo de 1869 a bordo de la goleta Isabelita, huyendo de la persecución de que fueron víctimas por parte del gobierno cubano (entonces colonia española), debido a la postura libertaria y de apoyo al movimiento independentista cubano que había sido declarado, en octubre de 1868, por Carlos Manuel de Céspedes en la denominada Guerra de los Diez Años, y que más tarde sería continuado por José Martí en el último lustro del siglo XIX. Comprometida su seguridad personal y la de su marido (había contraído nupcias días antes de su embarque), decidieron emigrar hacia Yucatán junto con un grupo de familiares y conocidos, en donde desembarcaron, en el puerto de Sisal, el 12 de mayo de 1869. Nunca regresó a su patria de origen, obteniendo junto con su esposo la nacionalidad mexicana en 1872.

## Tarea en Yucatán
Habiendo llegado a Yucatán con el título de maestra de instrucción primaria que obtuvo en La Habana en 1865, lo ejerció desde su llegada a México, primero en Tixkokob en el Liceo de Niñas El Porvenir. Después, la familia se trasladó a Valladolid en donde se le confió la dirección del Colegio de señoritas La Esperanza, que ejerció entre 1872 y 1875. Más tarde, en el puerto de Progreso, fundó un liceo que denominó Marina Martín en memoria de la primera maestra (mujer) que tuvo el estado de Yucatán en 1846. Por último, la familia Menéndez-González se instaló en Izamal, en donde la maestra Ángela también se consagró a la enseñanza, dirigiendo de 1899 hasta su muerte, el Colegio Civil de Niñas, en cuyo viejo edificio se encuentra hoy la Biblioteca Municipal Antonio Menéndez de la Peña.
En 1913, muerto su marido, recibió la maestra el título de Maestro Emérito del estado de Yucatán, por parte de las autoridades educativas y de la Unión de Profesores de Yucatán, como reconocimiento a su trayectoria como educadora y a sus méritos personales. 
En una época en la que difícilmente se apreciaba el trabajo profesional de las mujeres, pudo ejercer importante influencia en el medio pedagógico yucateco de finales del siglo XIX junto con su marido y su cuñado, Rodolfo, gracias a la calidad de su desempeño y a su enorme capacidad de trabajo. Fue tronco de una familia -verdadera dinastía- muy conocida en la esfera intelectual de Yucatán. La aportación de sus integrantes ha sido en efecto notable en México en el campo de las letras, la pedagogía y el periodismo. Destacan entre ellos su hijo el periodista Carlos R. Menéndez, fundador del hoy Diario de Yucatán y sus nietos, también periodistas, Abel Menéndez Romero, Mario Menéndez Romero, Gabriel Antonio Menéndez Reyes y Miguel Ángel Menéndez Reyes, este último, además, premio nacional de literatura de su país en 1940.
Obtuvo la nacionalidad mexicana al igual que su esposo, en 1872. Falleció el 13 de abril de 1918 en la ciudad de Izamal, Yucatán.